# Michael Spielmann
Michael Spielmann (ur. 23 stycznia 1970 w Berlinie Wschodnim) – niemiecki łyżwiarz szybki reprezentujący NRD.

## Kariera
Największy sukces w karierze Michael Spielmann osiągnął 11 marca 1989 roku w Inzell, kiedy zwyciężył w biegu na 1500 m w ramach Pucharu Świata. Jeszcze czterokrotnie stawał na podium zawodów tego cyklu, trzykrotnie zajmując drugie miejsce i raz trzecie. Najlepsze wyniki osiągnął w sezonie 1988/1989, kiedy był czwarty w klasyfikacjach końcowych 1500 m oraz 5000/10 000 m. W 1987 roku zdobył brązowy medal w wieloboju podczas mistrzostw świata juniorów w Strömsund. Na rozgrywanych rok później mistrzostwach świata juniorów w Seulu w tej samej konkurencji zdobył złoto. Wśród seniorów najlepszy wynik osiągnął w 1989 roku, zajmując piąte miejsce na wielobojowych mistrzostwach świata w Oslo. Zajmował tam kolejno piętnasty na 500 m, siódmy na 5000 m, piąty na 1500 m oraz czwarty na dystansie 10 000 m. W 1994 roku wystartował na igrzyskach olimpijskich w Lillehammer, gdzie jego najlepszym wynikiem było dwudzieste miejsce w biegu na 1500 m. W 1999 roku zakończył karierę.
Jego żona Ulrike Adeberg i szwagier Peter Adeberg również byli łyżwiarzami szybkimi i olimpijczykami.